# Mitsuo Hashimoto
Mitsuo Hashimoto (橋本 みつお?, Hashimoto Mitsuo; ...) è un regista giapponese di anime.

## Filmografia parziale

### Regista

#### Lungometraggi
- Dragon Ball Z: Le origini del mito (special TV, 1990)
- Dragon Ball Z: La sfida dei guerrieri invincibili (1991)
- Dragon Ball Z: Il destino dei Saiyan (1991)
- Dragon Ball Z: L'eroe del pianeta Conuts (1995)

#### Cortometraggi
- Doragon bōru: Gokū no kōtsū anzen (speciale TV, 1988)
- Dr. Slump e Arale the Movie: Viaggio in fondo al mare (1994)
- Dr. Slump e Arale the Movie: Una vacanza mostruosa (1994)
- Tamagotchi honto no hanashi (1997)
- Dragon Ball: Final Bout (video d'apertura, 1997)

#### Serie televisive
- Dragon Ball Z (8 episodi, 1989-1990)
- BuBuChaCha (episodio 1, 1999)
- Beyblade V-Force (8 episodi, 2002)
- Beyblade G-Revolution (2003)
- Bakugan - Battle Brawlers (2007)
- Bakugan Battle Brawlers: New Vestronia (2009)
- Bakugan: Gundalian Invaders (2010)
- Scan2Go (2010)
- Bakugan: Potenza Mechtanium (2011)
- Initial D: Fifth Stage (2012)
- Initial D: Final Stage (2014)

#### OAV
- Kamereon (1992)